# 내 여자친구의 결혼식
《내 여자친구의 결혼식》(영어: Bridesmaids)는 2011년에 개봉한 미국의 로맨틱 코미디 영화이다. 폴 피그가 감독을 맡고, 애니 머멀로와 크리스틴 위그가 각본을 맡고, 저드 애퍼타우와 배리 멘델 그리고 클레이턴 타운젠드가 제작하였다. 영화의 주요 이야기는 자신의 절친인 릴리언(마야 루돌프)으로부터 신부 들러리 대표가 되어 달라는 부탁을 받은 이후로 여러 불행들을 겪는 애니를 중심으로 하고 있다. 로즈 번, 멀리사 매카시, 웬디 매클렌던커비, 엘리 켐퍼 등이 릴리언의 신부 들러리들로서, 크리스 오다우드, 리벨 윌슨, 마이클 히치콕이 공동 주연으로 출연했으며, 질 클레이버그는 영화 마지막 장면에서 핵심 조연 역할로 등장한다.
머멀로와 위그는 애퍼타우의 코미디 영화 《사고친 후에》에서 캐스팅된 이후로 다시 함께 뭉쳐 각본을 썼다. 로스앤젤레스에서 촬영하며, 제작비는 3500만 달러가 들었다. 미국과 캐나다에서 2011년 5월 13일에 개봉을 하였고, 《내 여자친구의 결혼식》은 비평적과 상업적으로 성공을 거뒀다. 영화는 개봉 첫 주에 2600만 달러를 벌어들였고, 마침내 월드 와이드 수익까지 합하여 2억 8800만 달러의 수익을 거뒀고, 《사고친 후에》를 재치고 애퍼타우 프로덕션스에서 제작한 영화중 최고 흥행 성적을 거뒀다.
이 영화는 작품상 - 뮤지컬·코미디 영화 부문 후보에 올랐고, 다른 부문에서 두 개의 상을 수상했다. 2012년 1월 24일, 아카데미 시상식에서 멀리사 매카시가 지명된 아카데미 여우조연상과 아카데미 각본상등 두 개 부문이 후보에 올랐다. 이 영화는 애퍼타우가 제작한 영화중 처음으로 아카데미 시상식에서 후보에 오른 영화이다.

## 줄거리
30대 중반의 노처녀 애니는 자신 있게 개업한 빵집을 불경기로 말아먹고, 남자 관계도 잘 풀리지 않아 짜증만 가득한 여자다. 어렸을 때부터의 절친 릴리언이 애니의 말동무가 되주었으나, 릴리언은 갑작스럽게 남자친구 더기와의 결혼을 발표한다. 애니는 신부 들러리 대표가 된다. 릴리언의 약혼식에서, 애니는 다른 들러리들로 육아에 찌든 유부녀 리타, 새댁인 베카, 까칠한 시누이 메건, 그리고 더기의 상사 부인인 헬렌과 처음 만난다. 헬렌은 미모와 재력을 뽐내며 약혼식의 인기인이 되고 절친 자리를 빼앗긴 애니는 질투심을 갖게 된다.
릴리언과 들러리들은 결혼식 준비를 위해 모인다. 그런데 애니가 모두를 이끌고 간 드레스숍은 예약이 밀려 입장을 거부당하고, 여기에 헬렌이 영향력을 발휘해 VIP로 입장하게 되면서 애니는 자존심을 구긴다. 애니와 헬렌은 어떤 드레스를 고를지를 두고 신경전을 벌인다. 그때 애니가 소개한 브라질 요리점의 음식을 먹고 다들 식중독에 걸려서, 드레스숍에서 배탈과 설사에 시달리는 참사가 일어난다. 릴리언은 그만 도로 한복판에서 실금해 버린다.
처녀 파티 장소로 애니는 호숫가 별장을 주장하지만, 라스베이거스에서 놀자는 헬렌의 제안에 밀려 버린다. 자존심 때문에 혼자서 이코노미석에 탄 애니는 비행기공포증 약을 잘못 먹었다가 기내에서 헛것을 보고 소동을 일으킨다. 비행기는 비상 착륙해서 일행은 차를 타고 귀가하는 신세가 된다. 릴리언은 결국 결혼식 준비를 애니 대신 헬렌에게 맡긴다.
상심에 빠진 애니는 이전부터 썸을 타고 있었던 경찰관 로즈와 데이트하고, 그의 집에서 하룻밤을 보낸다. 로즈는 애니에게 빵집을 다시 시작해 보라고 제안하지만 이미 제빵에 자신감을 잃은 애니는 짜증을 내며 그와 헤어진다. 이후 일하고 있던 주얼리숍에서 손님에 대한 폭언으로 해고당하고, 하숙집에서도 쫓겨나게 되어 애니는 어머니의 집에 가서 살게 된다.
헬렌의 집에서 처녀 파티가 열리는데, 파티 컨셉은 이전에 애니가 제안했던 프랑스식 테마를 따른 것이었다. 여기에 헬렌이 릴리언에게 파리 여행 티켓을 선물하자 애니는 열등감이 폭발하여 파티장에서 난동을 피운다. 릴리언도 크게 화를 내며 애니를 쫓아낸다. 애니는 돌아가는 길에 그만 교통사고를 내고 마침 신고를 받고 달려온 로즈 경관과도 지난번의 일 때문에 서먹해지게 된다.
잔뜩 실의에 빠진 애니에게 메건이 찾아와서, 불평불만은 그만두고 자기 자신의 문제점을 인식하고 해결하라고 충고한다. 반성한 애니는 로즈 경관에게 사과의 의미를 담은 케이크를 보낸다. 결혼식 당일 헬렌이 애니를 찾아와서 사라진 릴리언을 찾아달라고 도움을 청한다. 사실 친구가 없어 외로웠다는 헬렌의 고백에 애니는 그녀와 이해해준다. 애니는 로즈 경관의 도움을 받아, 사실은 그냥 본가에 있었던 릴리언을 찾아낸다. 애니는 집을 떠나기 싫어한 릴리언의 불안감을 풀어준다. 그날 밤, 결혼식은 성공적으로 마무리되고 애니는 헬렌과 화해하며, 자신을 찾아온 로즈 경관과 연인 관계를 시작한다.

## 배역
- 크리스틴 위그 - 애니 워커
- 마야 루돌프 - 릴리언 도너번
- 로즈 번 - 헬렌 해리스 3세
- 크리스 오다우드 - 네이선 로즈 경찰관
- 멀리사 매카시 - 메건 프라이스
- 웬디 매클렌던커비 - 리타
- 엘리 켐퍼 - 베카
- 질 클레이버그 - 주디 워커
- 맷 루커스 - 길
- 리벨 윌슨 - 브린
- 마이클 히치콕 - 돈
- 팀 하이데커 - 더글러스 "더기" 프라이스
- 다나 파월 - 승무원 클레어
- 미치 실파 - 승무원 스티브
- 벤 팔콘 - 보안요원 존
- 테리 크루스 - 부트 캠프 강사 로드니
- 칼리 호크 - 칼루아
- 제시카 세인트 클레어 - 드레스숍 직원 휘트니
- 미아 로즈 프램프턴 - 주얼리숍 꼬마 손님
- 존 햄 - 테드 (크레딧에 없음)
- 윌슨 필립스 - 본인(카메오)